# Kronprinseparrets bryllup 1935
Kronprinseparrets bryllup 1935 er en svensk dokumentarfilm fra 1935.

## Handling
Svensk produceret reportage fra kronprins Frederik og kronprinsesse Ingrids bryllup, som fandt sted i Stockholms Storkyrkan 24. maj 1935: 
1. Kong Leopold III og dronning Astrid af Belgien modtages på Stockholms centralstation. Det er deres første officielle besøg i Sverige.
2. Det danske kongepar ombord på kongeskibet Dannebrog ankommer 21. maj og modtages af den svenske flåde i indsejlingen til Stockholm.
3. 27 kongelige bryllupsgæster ankommer 22. maj med særtog til Stockholm og modtages af den danske og den svenske kongefamilie. Bl.a. ses den tyske ex-kronprins.
4. Reportage fra dagen før brylluppet, dvs. 23. maj - sammenkomst og frokost hos Prins Eugen på Waldemarsudde.
5. Reportage fra bryllupshøjtideligheden i Storkyrkan.
6. Ved kronprinsessens afsked: via en radiotransmission siger kronprinsesse Ingrid farvel og takker det svenske folk. Kongeskibet Dannebrog forlader Stockholm.
7. Kronprinseparret ankommer til Danmark. Indsejling til København og modtagelse ved Toldboden, samt karettur gennem byen med det danske folks modtagelse af de nygifte.[1]